# Anders Zorn

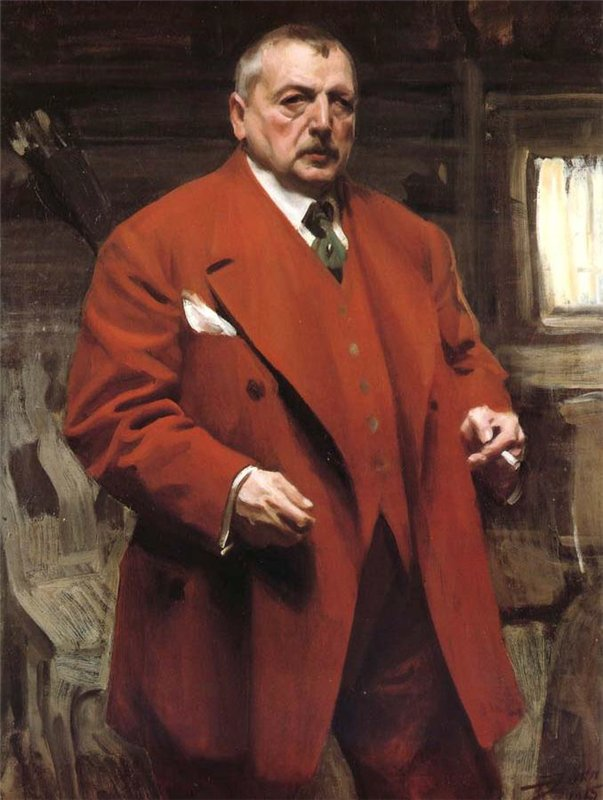
Zelfportret in rood, 1915, Zorn Collection, Mora

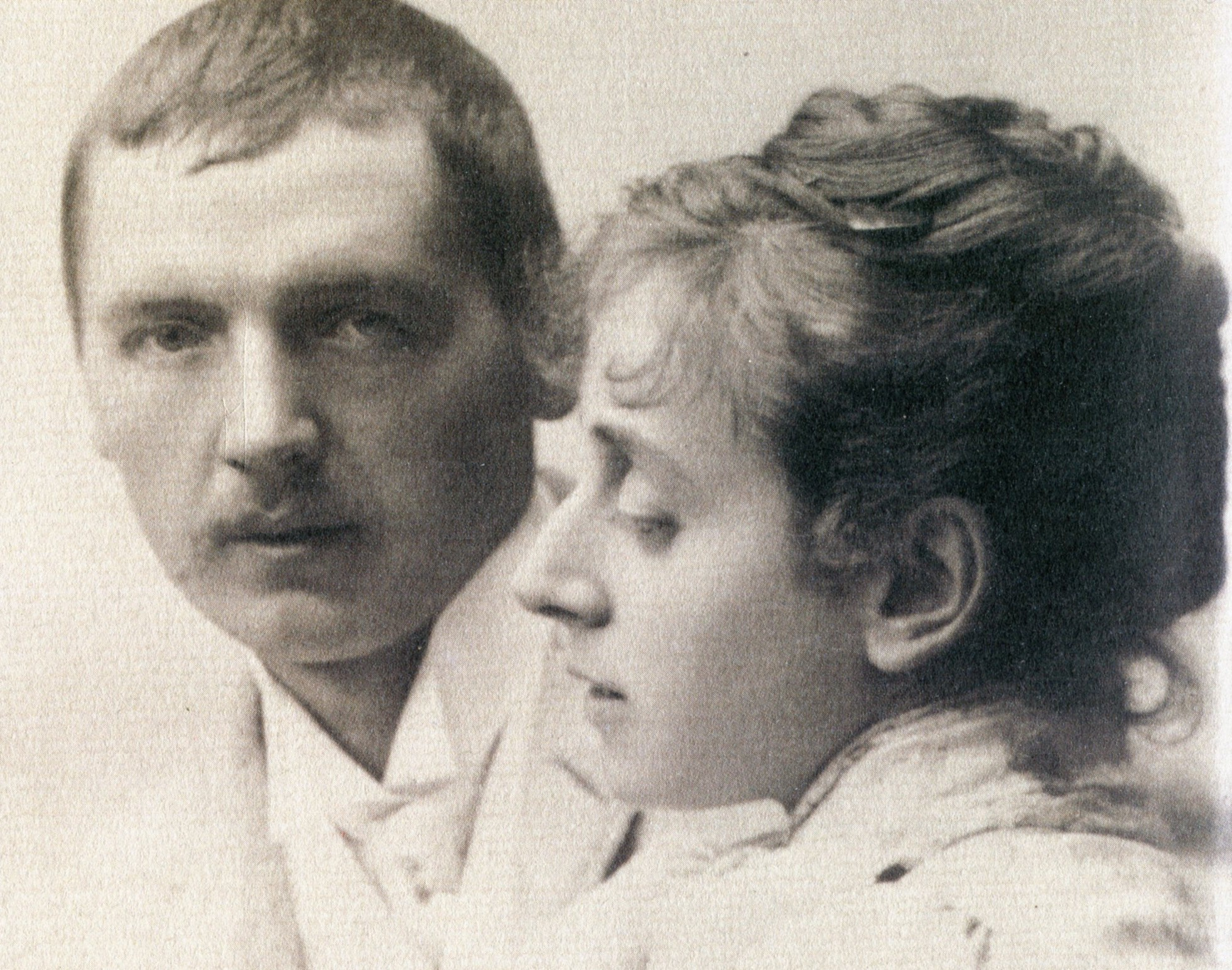
Zorn en zijn vrouw Emma rond 1885

Anders Leonard Zorn (Mora, 18 februari, 1860 - aldaar, 22 augustus, 1920) was een Zweedse schilder, etser en beeldhouwer. Hij werkte in een realistische stijl, vaak met sterke invloeden vanuit het impressionisme.

## Leven en werk
Zorn was de zoon van een brouwer van Duitse herkomst. Hij studeerde aan de Koninklijke kunsthogeschool te Stockholm. Na zijn studie maakte hij vele reizen door Europa, begin jaren 1880 verbleef hij langdurig te Parijs, meermaals ging hij ook naar Engeland en Spanje. Zorn was in eigen land een veelgevraagd portrettist en maakte onder andere portretten van koning Oscar II van Zweden, van koningin Sophia en van hun kinderen. Na 1893 maakte hij ook veel portretten in opdracht van vermogende en vooraanstaande Amerikanen, waaronder de presidenten Grover Cleveland en William Howard Taft.
Naast zijn portretkunst is Zorn vooral ook bekend om zijn weergaven van het vrouwelijk naakt en om zijn levendige afbeeldingen van het water. Ook schilderde hij voorstellingen uit het dagelijks leven en landschappen, zowel in olie als in waterverf. Zorn werkte overwegend in een realistische stijl, met name in zijn portretten, maar hij maakte ook veel werken waarin sterke invloeden vanuit het impressionisme herkenbaar zijn. Hij gebruikte meestal echter een beperkt palet met gebroken wit, okergeel, vermiljoenrood en ivoorzwart, ook wel het "Zorn-palet" genoemd, op basis waarvan hij al zijn kleuren mengde.
Behalve schilder was Zorn ook en gerenommeerd beeldhouwer. Hij overleed in 1920, op 60-jarige leeftijd. Veel van zijn werk is te zien in het Nationalmuseum te Stockholm, maar bijvoorbeeld ook in het Metropolitan Museum of Art in New York, het Museum of Fine Arts in Boston en het Musée d'Orsay in Parijs. In Mora zijn twee musea aan hem gewijd, waarvan er een is gehuisvest in zijn voormalig landhuis "Zorngården", dat geheel door hemzelf en zijn vrouw Emma werd herbouwd. Hier is ook Zorns omvangrijke etsenverzameling van Rembrandt van Rijn te zien.

## Galerij

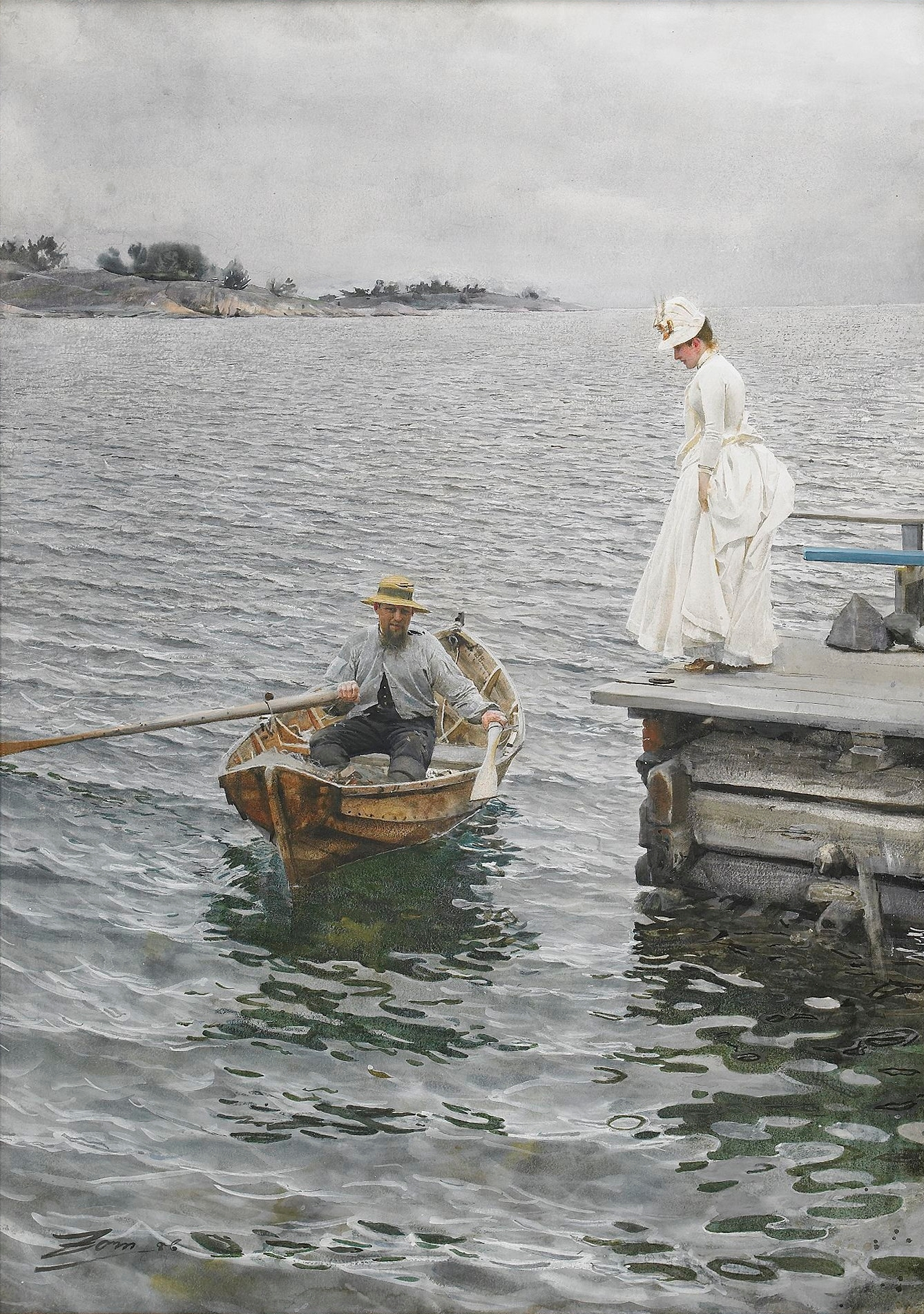
Sommarnöje (Zomerplezier), 1886
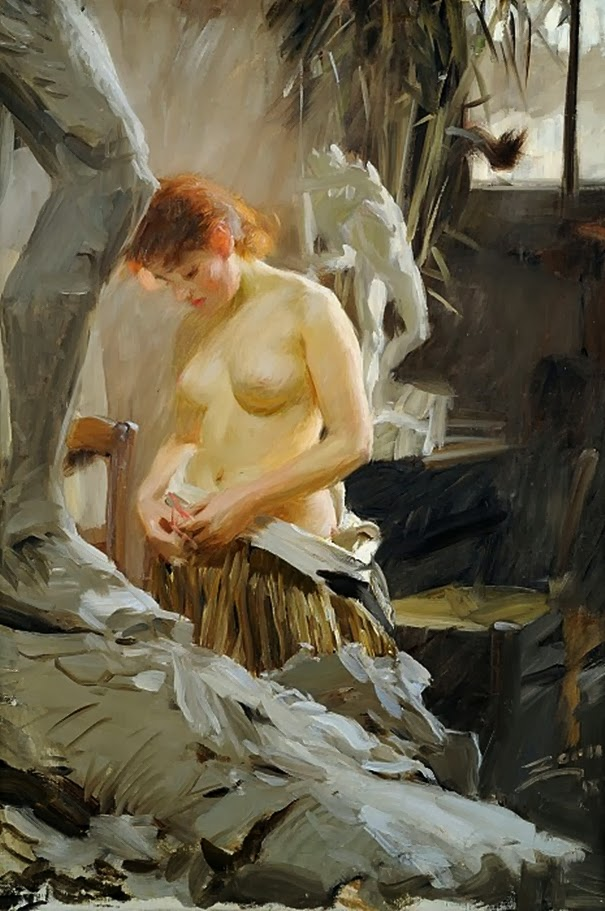
In Wikströms atelier, 1889, Zorn Collection, Mora
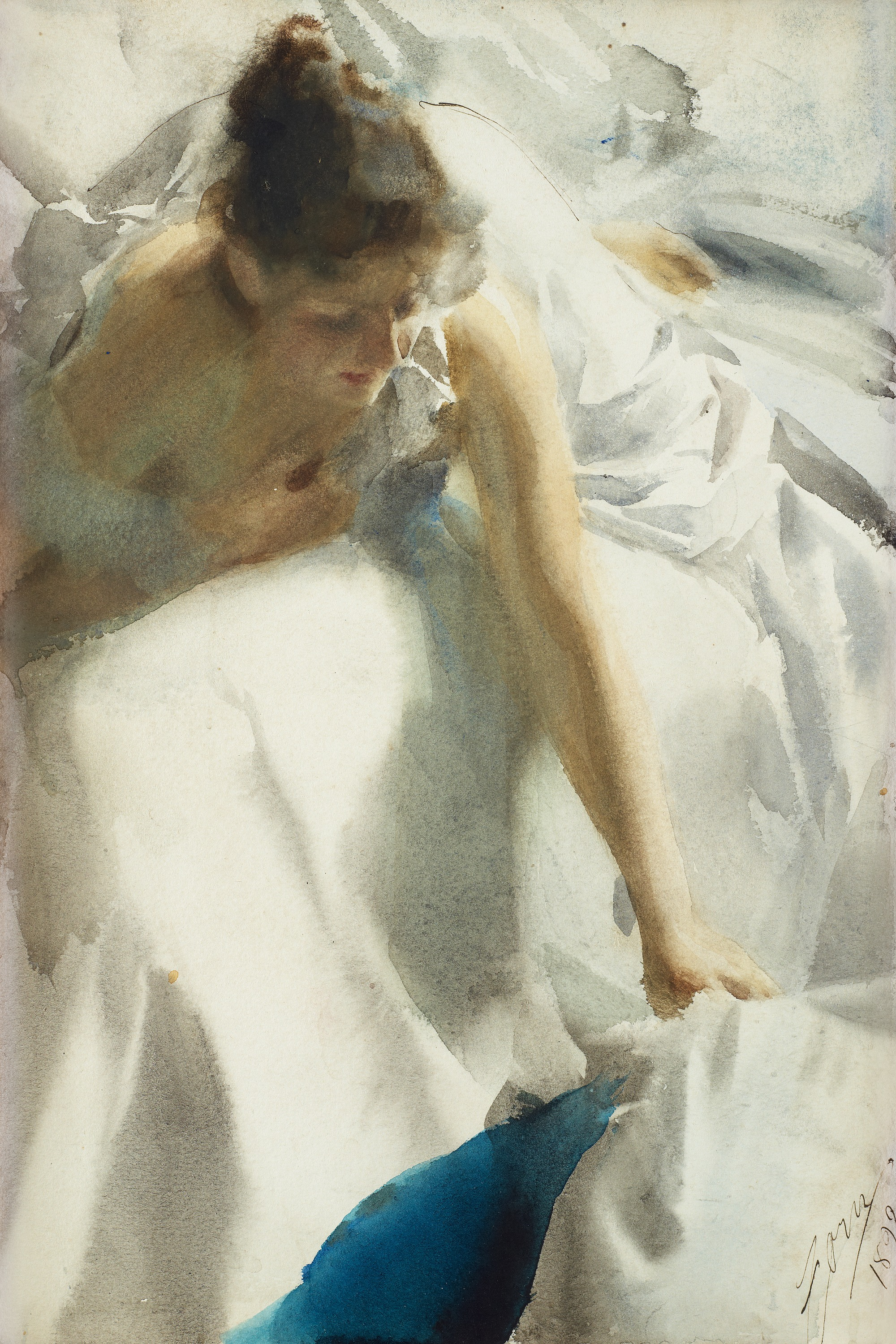
Reveil, Boulevard de Clichy, 1892
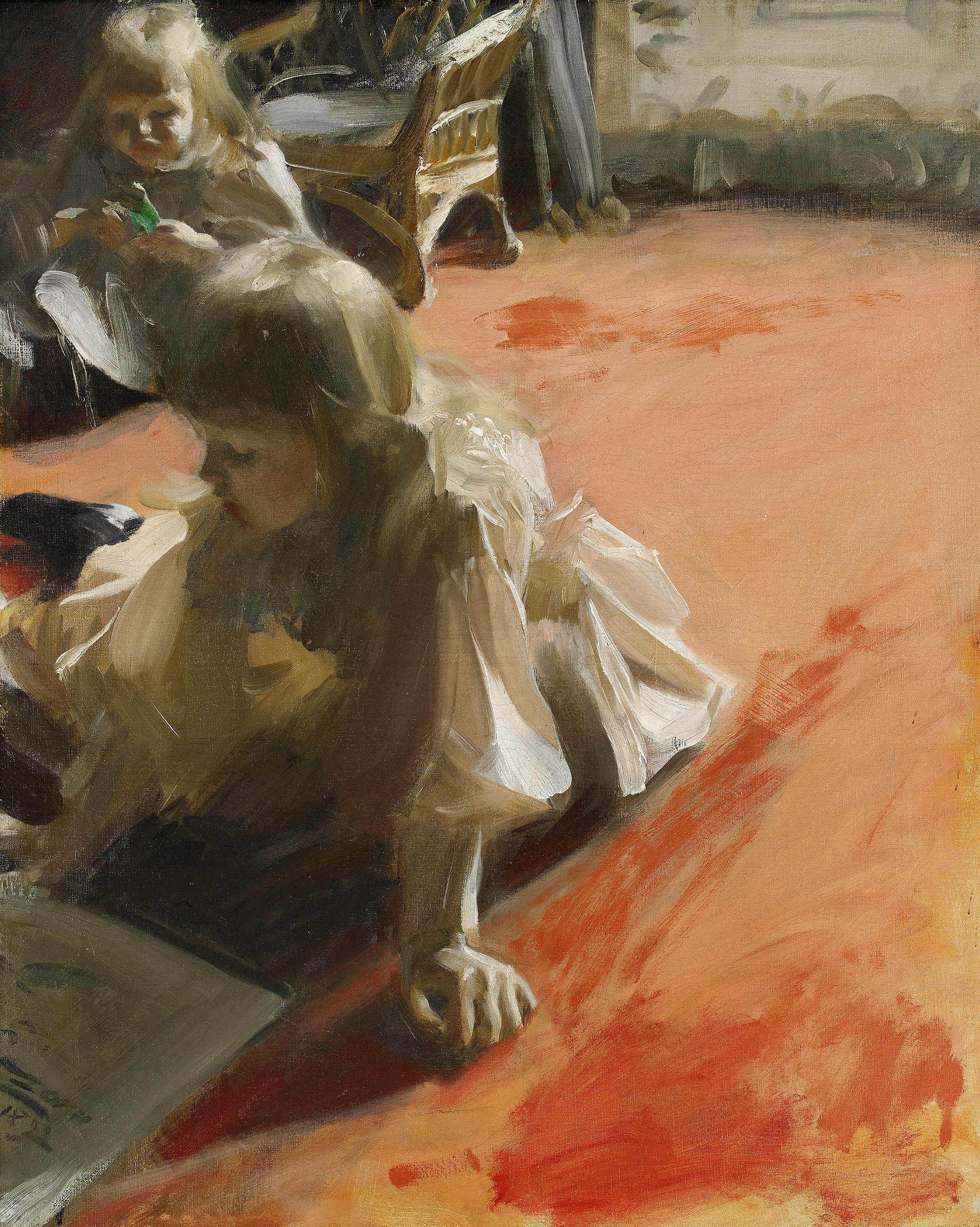
De dochters van Ramón Subercasseaux, 1892
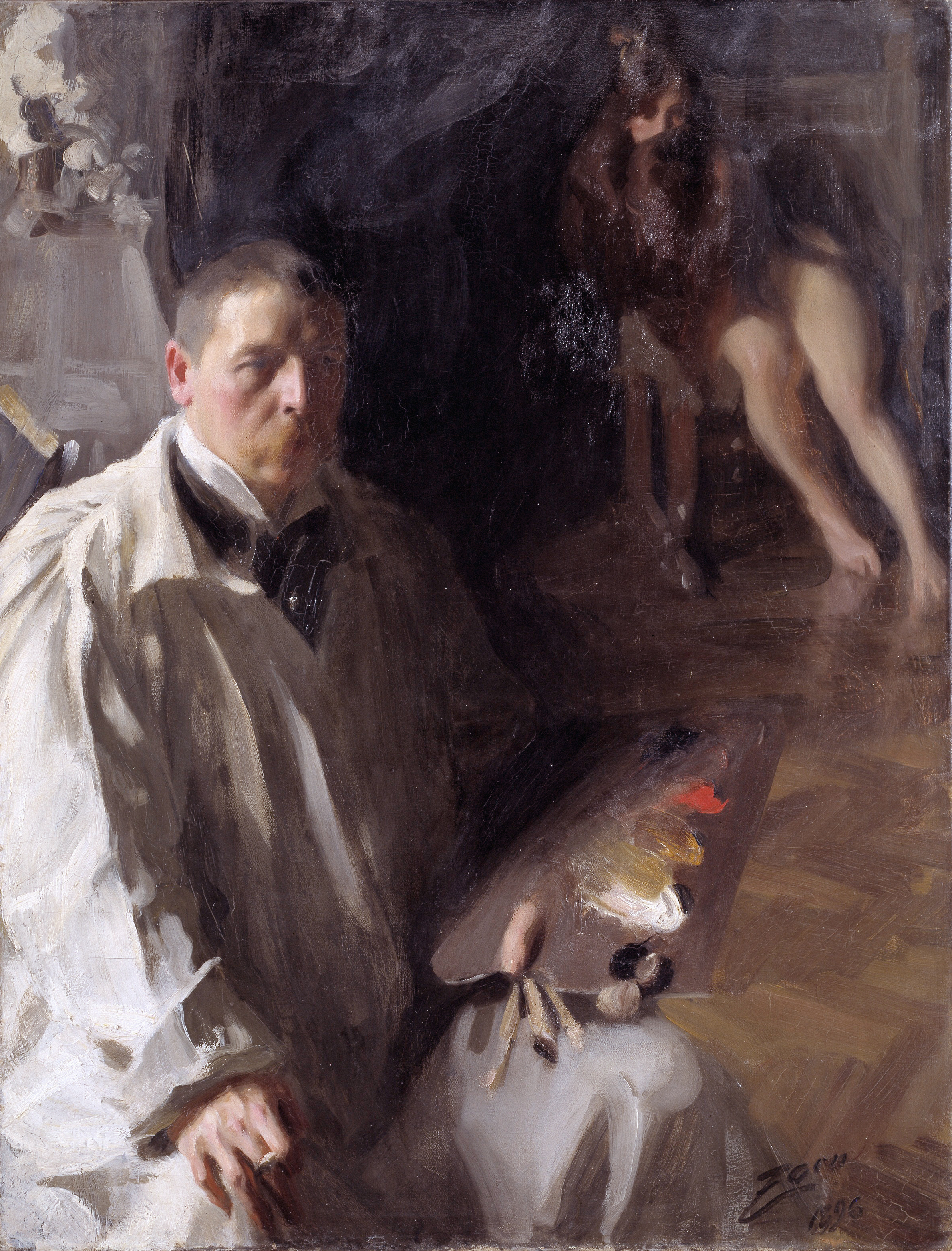
Zelfportret met model, 1896, Nationalmuseum, Stockholm
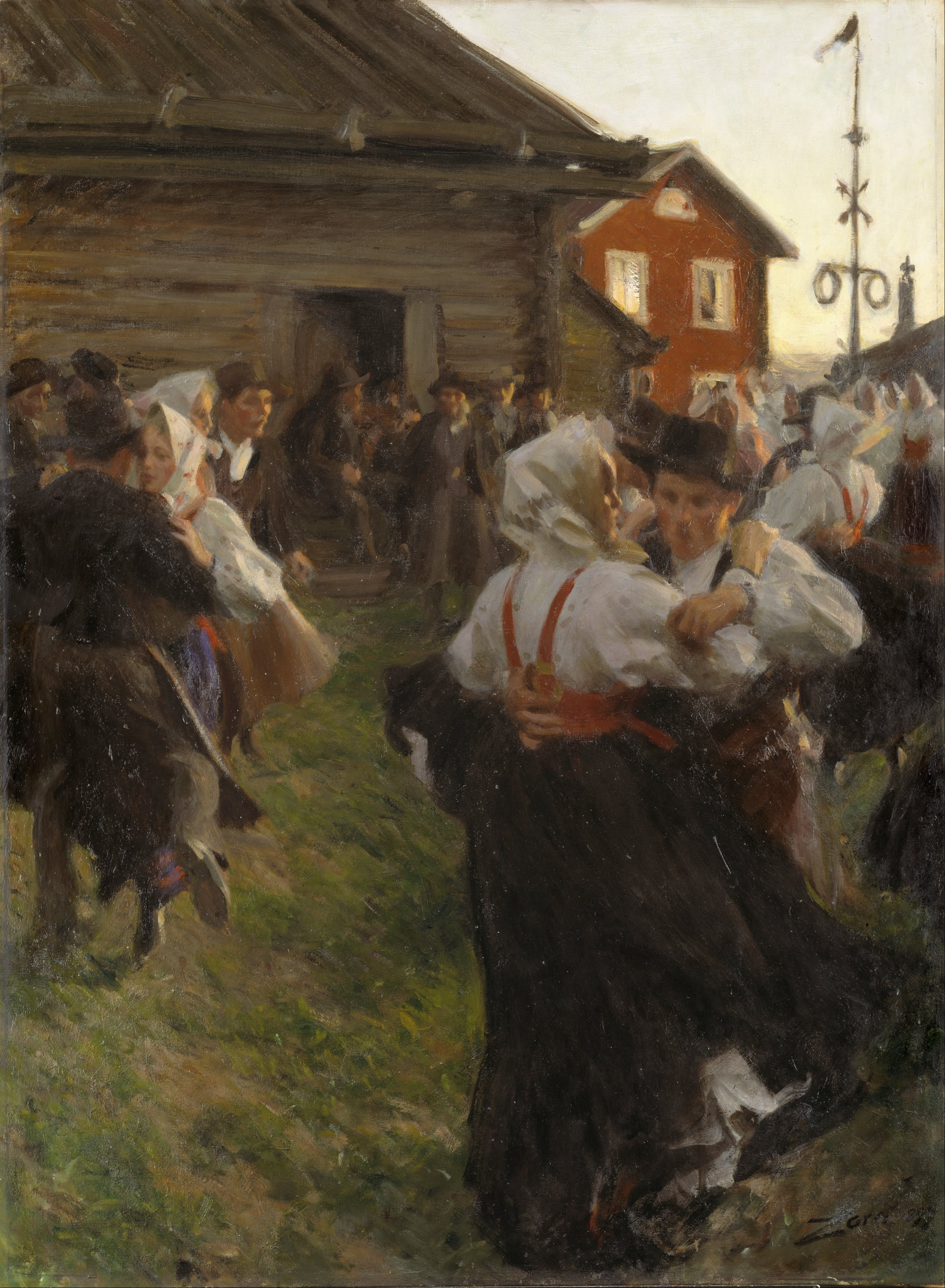
Midzomerdans, 1897, Nationalmuseum, Stockholm
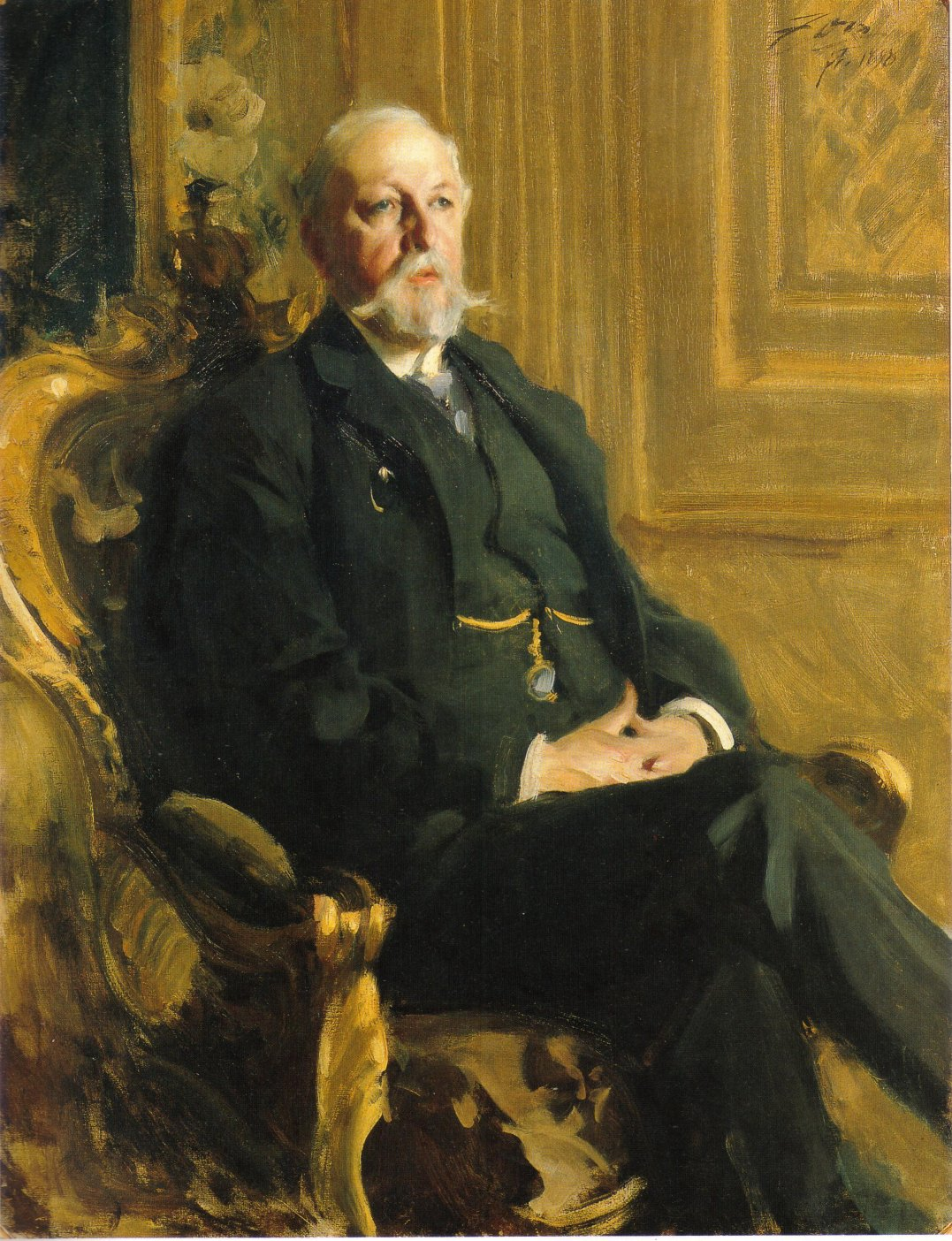
Portret van koning Oscar II, 1898
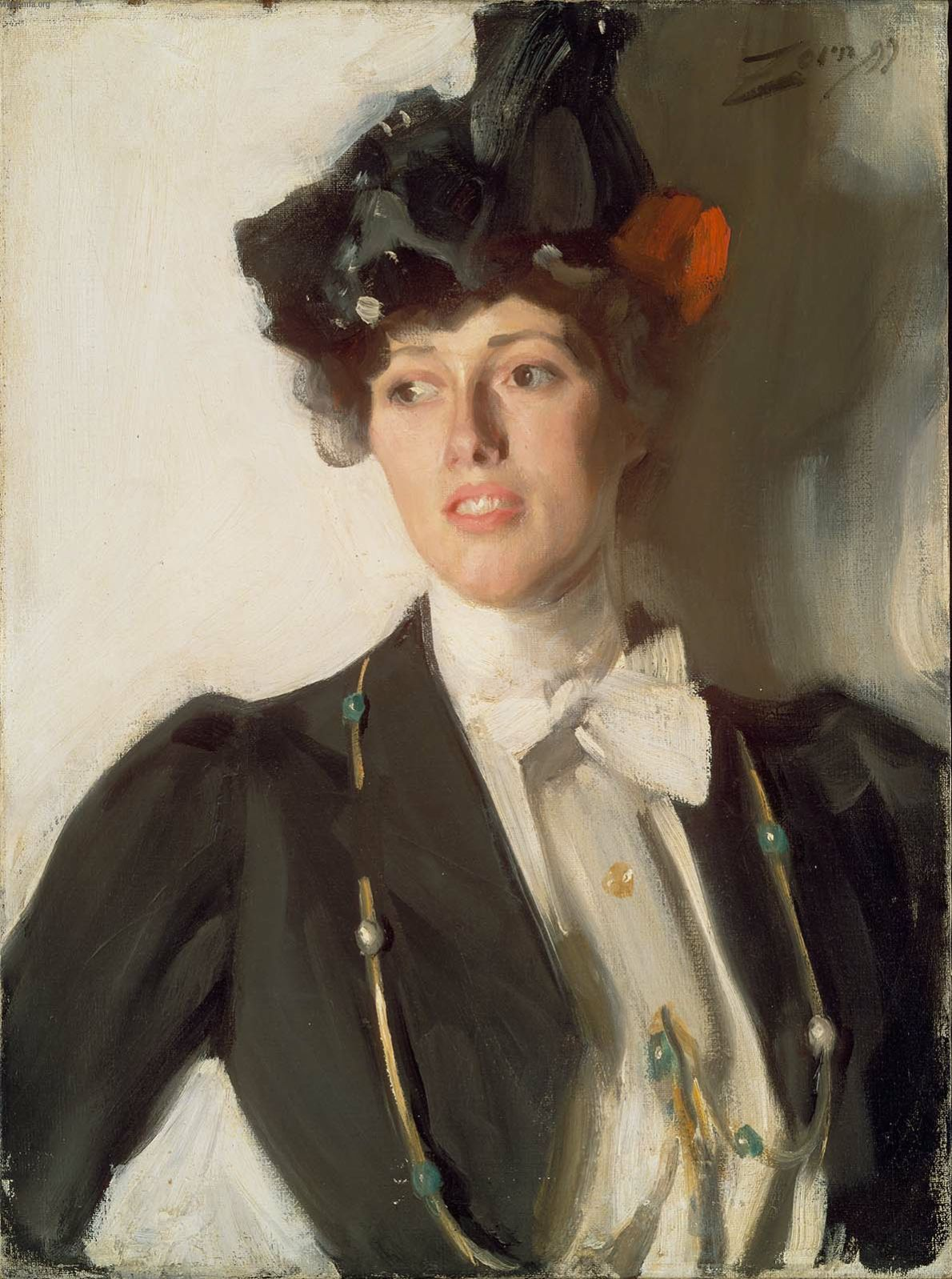
Martha Dana, 1899, Museum of Fine Arts, Boston
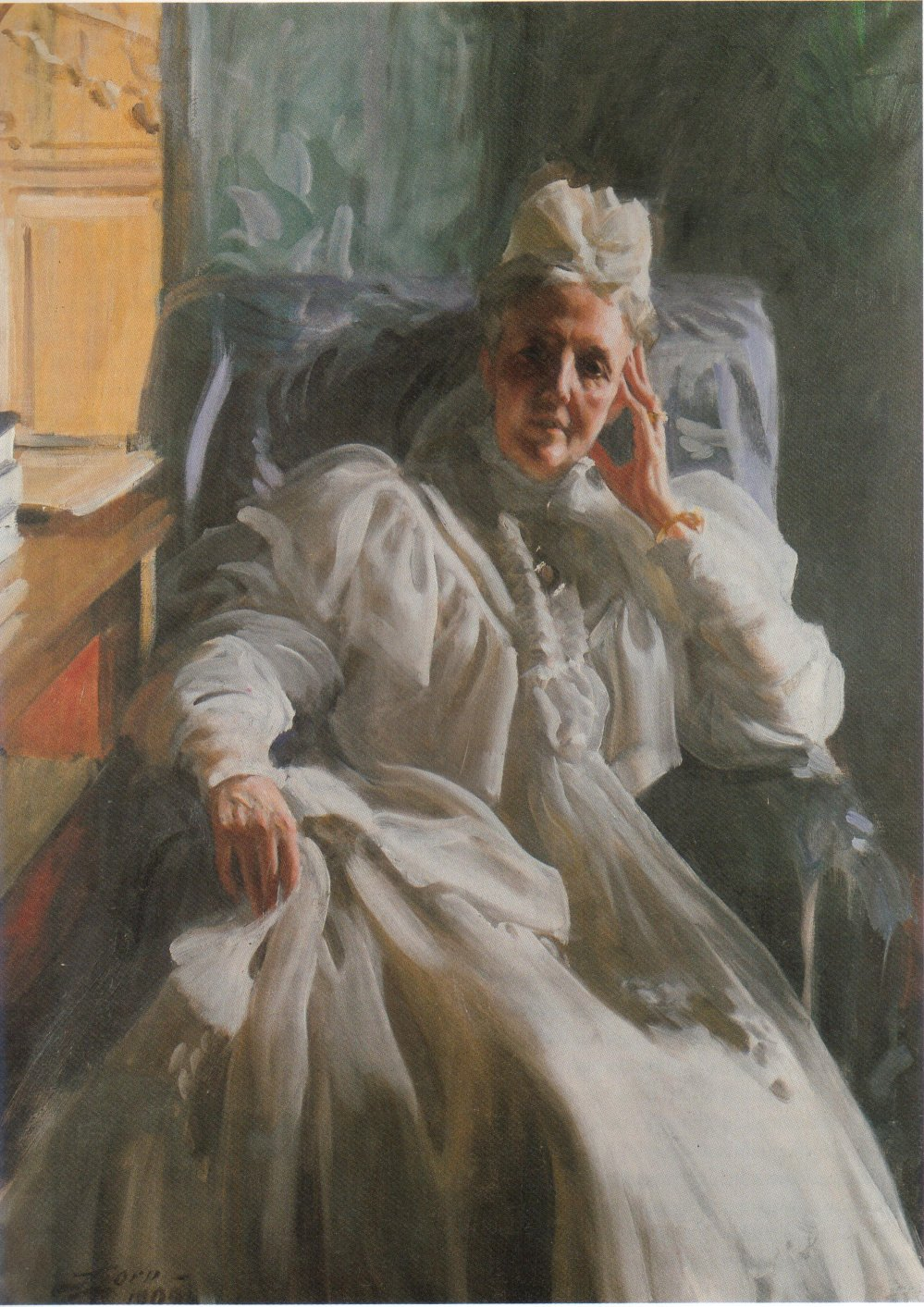
Drottning Sophia / Queen Sophia 1909, Waldemarsudde, Stockholm
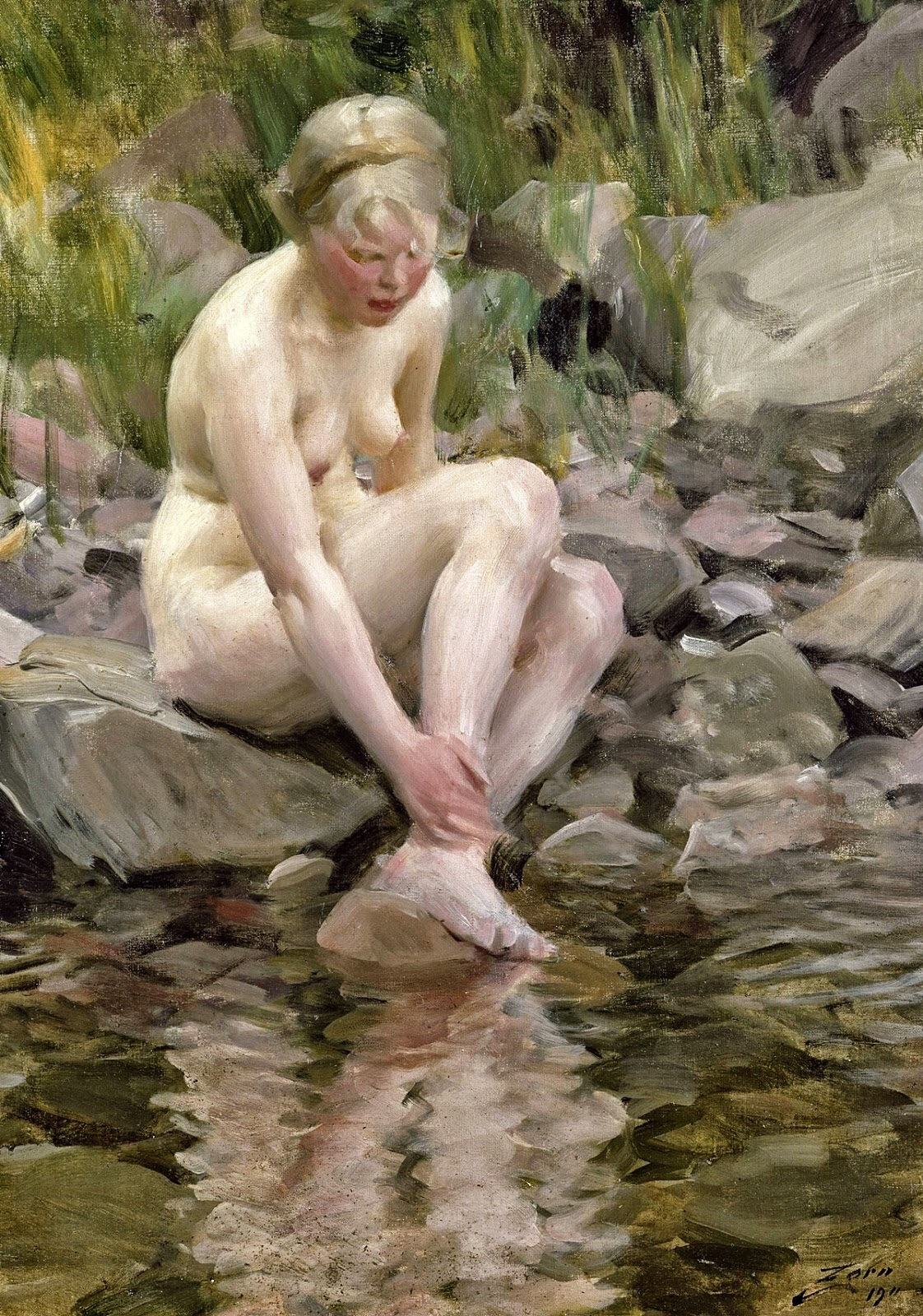
Dagmar, 1911